# 東神奈川車掌区
東神奈川車掌区（ひがしかながわしゃしょうく）は、神奈川県横浜市神奈川区にあった東日本旅客鉄道（JR東日本）横浜支社の車掌が所属していた組織である。

## 歴史
- 2007年（平成19年）3月18日：八王子車掌区から横浜線行路が移管され、横浜線はすべて当区受け持ちとなる。
- 2016年（平成28年）3月25日：相模原運輸区と横浜運輸区の新設に伴い、横浜線行路を相模原運輸区に、京浜東北線行路を横浜運輸区に継承するため、この日をもって廃止。

| スタブアイコン | サブスタブ | この項目は、まだ閲覧者の調べものの参照としては役立たない、鉄道に関連した書きかけの項目です。この項目を加筆・訂正などしてくださる協力者を求めています（P:鉄道/PJ:鉄道）。 |